# Juana Azurduy de Padilla (província)
Juana Azurduy de Padilla é uma província da Bolívia localizada no departamento de Chuquisaca, sua capital é a cidade de Azurduy.